# 奧瓦葦
奧瓦葦（学名：Lepisorus obscure-venulosus）为水龍骨科瓦葦屬下的一个种。

## 扩展阅读
- 維基物種上的相關：奧瓦葦